# Аекланум
Аекланум је био древни град у Самнијуму, у јужној Италији, око 25 км источно-југоисточно од Беневентума, на Виа Аппиа. Налази се у Пасо ди Мирабела, у близини модерног Мирабела Еклано.

## Локација
Екланум је био на рту који је донекле био природно брањен стрмом падином на јужној страни до реке Калоре, док је северна страна лежала отворена према врху гребена где је пролазила Виа Аппиа. Ово је водило преко Лакус Ампсанктус до Аквилоније и Венусије. Друга два пута за Апулију, Виа Аемилиа ин Хирпинис  и Виа Аурелиа Аекланенсис, разишли су се у близини, водећи кроз Аекум Тутикум до Луцериа и преко Тривицум до Хердониае. Пут од Екланума до Абелинума (модерна Атрипалда, близу Авелина) такође може пратити древну линију.
Данас постоје рушевине градских зидина, аквадукта, купатила и амфитеатра; откривено је и близу 400 натписа. Ископавања су открила дугу историју предримског насељавања.

## Историја
Аекланум је био град Хипинија, иако се никада није помињао током Самнитских ратова. Сула га је заузео 89. пре нове ере, запаливши дрвену ограду којом је била брањена, и опљачкао га. Брзо се опоравила, подигнута су нова утврђења и постала муниципијум. Хадријан, који је до сада поправио Виа Аппиа од Беневентума, направио је колонију.
Са лангобардском инвазијом на Италију, у 6. веку нове ере, припојен је војводству Беневенто, али су га заузеле и уништиле источноримске снаге под Констансом II 663. године и никада се није опоравила, сведена на мали заселак познат као Квинтодецимо, име које се односило на његову удаљеност од 15 римских миља од Беневента.

## Епископија
Аекланум је постао седиште хришћанска епархије, чији је најпознатији епископ био Јулијан Акланумски, кога је посветио папа Иноћентије I око 417. године. Он је одбио да потпише осуду пелагијанизма коју је издао наследник папе Иноћентија, папа Зосим, и наставио је борбу против Августина Хипонског. Сматрало се да је епископија била уједињена са Фреквенцијумом још у 5. веку, али се Квинтодецимо помиње као суфраганска епархија Беневента 969. и 1058. године. Од 1059. године дефинитивно је уједињена са Фреквенцијумом. 

## Галерија
- Главни пут
- Остаци кућа
- Остаци кућа 2
- Поглед на терме